# Hermann Ofner

Hermann Ofner

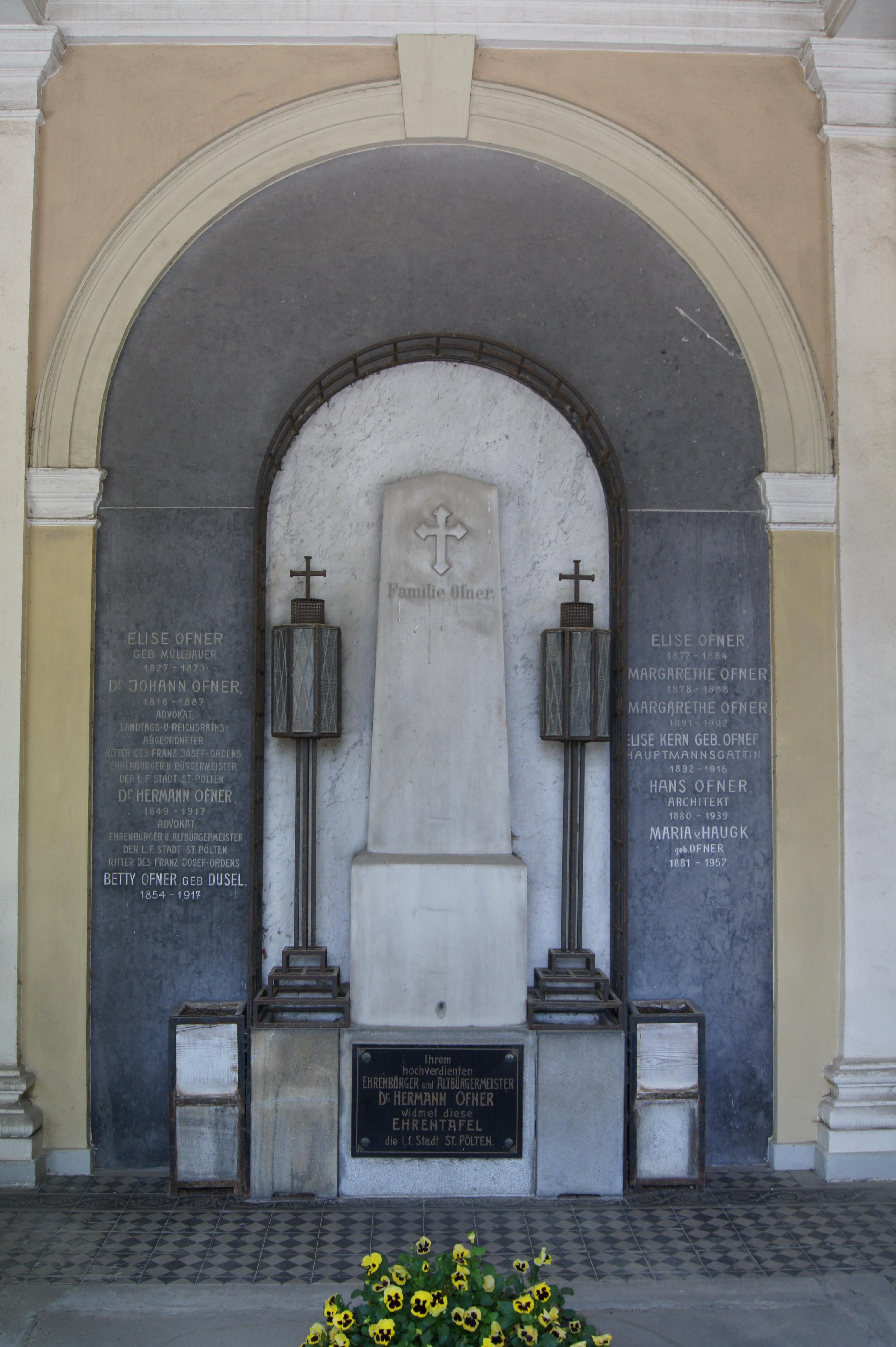
Familiengrab Ofner auf dem Hauptfriedhof St. Pölten, in dem auch Johann Ofner und Hermann Ofner bestattet sind

Hermann Albertus Aloisius Ofner (* 27. Oktober 1849 in St. Pölten; † 15. Mai 1917 ebenda) war Rechtsanwalt, österreichischer Politiker (liberale) und 13. Bürgermeister von St. Pölten.

## Leben
Hermann Ofner wurde am 27. Oktober 1849 in St. Pölten als Sohn des Juristen und späteren 10. Bürgermeisters von St. Pölten Johann Ofner geboren. Nach dem Besuch des Stiftsgymnasiums Melk und der Matura am Theresianum in Wien begann er sein Jus-Studium an der Universität Wien, welches er 1881 abschließen konnte. Während seines Studiums wurde er 1869 Mitglied der Burschenschaft Silesia Wien. 1884, nach der Gerichtspraxis, übernahm er die Kanzlei seines Vaters.
Nachdem er bei der Wahl zum Reichsrat knapp von Gottfried Jax geschlagen wurde, wählte man ihn 1882 in die Gemeindevertretung, ab 1888 war er Gemeinderat für das Bauwesen. Nach seiner Wahl zum Bürgermeister setzte er sich vor allem für die bauliche Entwicklung der Stadt ein. In seiner Amtszeit wurde das Krankenhaus St. Pölten und das Kaltbad erbaut, das Rathaus und das Stadttheater umgebaut, die Promenade ausgestaltet und neue Straßen aufgeschlossen. Diese Vorhaben belasteten die Stadtkasse derart, dass trotz der Gutheißung aller Gemeinderatsparteien ein Landesausschuss die Finanzen der Stadt kontrollierte. Als dieser verlängert wurde, trat Ofner 1898 vom Amt des Bürgermeisters zurück, wurde jedoch wieder Obmann der Bausektion. In dieser Funktion ließ er über 400 Wohnungen errichten und war maßgeblich an der Erbauung der Mariazeller Bahn und der Straßenbahn St. Pölten beteiligt. Er verstarb am 15. Mai 1917 in seiner Heimatstadt und wurde am Hauptfriedhof St. Pölten bestattet.

## Ehrungen
- Ehrenbürger der Stadt St. Pölten (1907)[4]